# Maira Cipriano
Maira Cipriano Claro (ur. 7 marca 1997 w Itanhandu) – brazylijska siatkarka, reprezentantka kraju, grająca na pozycji przyjmującej.

## Sukcesy klubowe
Puchar Polski:
- 2023

Puchar Brazylii:
- 2025[7]

Mistrzostwo Brazylii:
- 2025[8]

## Sukcesy reprezentacyjne
Mistrzostwa Świata Juniorek:
- 2013[9]

Mistrzostwa Ameryki Południowej U-23:
- 2016[10]

Mistrzostwa Ameryki Południowej:
- 2019[11]